# Gila River Arena
Gila River Arena (tidligere Jobing.com Arena) er en sportsarena i Glendale i Arizona, USA, der er hjemmebane for NHL-holdet Arizona Coyotes. Arenaen har plads til 17.799 tilskuere, og blev indviet i 2003.